# Iguanura piahensis
Iguanura piahensis är en enhjärtbladig växtart som beskrevs av Chong Keat Lim. Iguanura piahensis ingår i släktet Iguanura och familjen Arecaceae. Inga underarter finns listade i Catalogue of Life.